# 青木堅治
青木 堅治（あおき けんじ、1980年2月15日 - ）は、日本の元俳優。東京都出身。血液型はA型。身長164cm。

## 来歴
16歳の時にスカウトされ、モデルとしてデビュー。1997年に、フジテレビの『ナースな探偵』で俳優デビューを果たした。
2006年6月からは、篠田光亮・根本正勝・加藤良輔とともにJACKJACKとしても活動していた。
2007年10月22日発売の『週刊現代』で、元横綱若乃花の花田勝の前妻・花田美恵子と不倫関係にあったと告白し、その告白行為に関しての騒動のためにJACKJACKの活動が出来なくなり、2007年10月限りで解散した。一連の騒動の責任を取るため、本人は芸能活動を休止することが10月26日に発表された。11月から活動開始予定だった元・FEELのボーカルIPPEI、元CLOSEのドラマーRYOHEIらとTRI△B（トライブ）という3人組バンドも、10月22日付けで予定されていたコンサートはすべて白紙化され、10月28日未明に公式サイトにて解散が発表され、31日付けでサイトは閉鎖された。所属事務所も責任をとる形で休業となり、芸能界を引退した。現在はシルバーアクセサリーショップ勤務。

## 出演

### テレビドラマ
- ナースな探偵 -幽霊は復讐する-（1997年、フジテレビ） - 多田野 役
- スウィートデビル（1998年、テレビ朝日） - 安藤和久 役
- せつない「アルバイト」（1998年、テレビ朝日） - 吉村和男 役
- 美少女H #0（1998年、フジテレビ）
- ボーイハント（1998年、フジテレビ） - 野田篤志 役
- 奇跡の人（1998年、日本テレビ） - 藤川守 役
- ナオミ（1999年、フジテレビ） - 大垣竜一 役
- 天国のKiss（1999年、テレビ朝日） - 佐野充 役
- ピーチな関係（2000年、日本テレビ） - 桑田尚文 役
- 池袋ウエストゲートパーク #5（2000年、TBS） - ショウ 役
- 真夏のメリークリスマス（2000年、TBS） - 森嶋 役
- 火曜サスペンス劇場 小京都ミステリー 長崎ビードロ殺人事件（2000年、日本テレビ） - 笹岡陽介 役
- 反乱のボヤージュ（2001年、テレビ朝日） - 手島修一 役
- 第13回ヤングシナリオ大賞 ほたるのゆき（2001年、フジテレビ） - 井口悟 役
- 時代劇ロマン 藤沢周平の人情しぐれ町（2001年、NHK） - 源次 役
- 土曜ワイド劇場 おばはん刑事!流石姫子 6 婚約者連続殺人!（2001年、テレビ朝日） - 草間晴彦 役
- 春ランマン #7 - 9（2002年、フジテレビ） - 藤井 役
- 逮捕しちゃうぞ #6（2002年、テレビ朝日）
- 湘南物語 #3（2003年、フジテレビ）
- 美女か野獣 #10（2003年、フジテレビ） - 伊田健児 役
- 顔 #3（2003年、フジテレビ） - 砂田明 役
- 温泉へ行こう4 #11 - 13（2003年、TBS）
- 土曜ワイド劇場 家政婦は見た! 23 正義派弁護士おしどり夫婦に衝撃の秘密が…（2004年、テレビ朝日） - 脇坂洋一 役
- 契約結婚（2005年、東海テレビ） - 若林彬 役
- 火曜サスペンス劇場 警部補 佃次郎（21） 妻の初恋（2005年、日本テレビ） - 大内武志 役

### 映画
- 大いなる完〜ぼんの〜（1998年）
- カントリー・ガール 北海道牧場物語（2000年）
- メールで届いた物語（ストーリー）（2005年）

### 舞台
- ミュージカル テニスの王子様 More than Limit聖ルドルフ学院 - 赤澤吉朗 役
- ミュージカル テニスの王子様 in winter2004-2005 side山吹 feat.聖ルドルフ学院 - 赤澤吉朗 役
- ミュージカル テニスの王子様 Dream Live 2nd - 赤澤吉朗 役
- 無名塾 / 森は生きている - 四月精 役
- ミュージカル テニスの王子様 The Imperial Match 氷帝学園 in winter 2005-2006 - 赤澤吉朗 役
- アタックNo.5 - アキラ 役
- クラブゴールドジパング
- ミュージカル　テニスの王子様　Dream Live 4th  - 赤澤吉朗 役